# 大番
大番（おおばん）、大御番所（おおごばんどころ-しょ）また、御侍衆（おさむらいしゅう）は、江戸幕府に設けられた職制の一つ。五番方（書院番、小姓組、大番、小十人、新番）に数えられる軍事部門の職制で、旗本たちの常備兵力を組織した。五番方の中で最も歴史が古く、最も規模が大きかった。格式は両番（書院番、小姓組）の下に置かれ、馬上資格を持っていた。徳川将軍本陣備である他の四番方が若年寄支配だったのに対し、先手備である大番は老中支配だった。江戸の泰平の世では江戸本城と幕府要地の警護を担当する役目に専念した。

## 江戸幕府の大番
常備兵力としての大番は、同様の組織である五番方（小姓組、書院番、新番、大番、小十人組）の中で最も古く、石川数正が出奔した翌年の天正14年（1586年）頃に徳川家康が徳川家の軍制を変更した際に編制されたと考えられている。文禄元年（1592年）には江戸城改築にともない、当時あった6組の屋敷地を江戸城北西側に設けている（千代田区には一番町から六番町の町名が現在も残る）。開幕前の大番は松平一族や家康の縁類が番頭に就く事が多く、この当時は後の両番のような親衛隊的側面も有していた。
大番は当初は6組、その後の増強と幕府制度の整備にともない、本丸老中支配として12組となる。徳川秀忠が将軍に就任し、書院番・小姓組（創設当初は花畑番）が新たに創設されると親衛隊の側面はそちらに移行し、大番は老中支配として幕府の直轄軍事力となってゆく。そのため、将軍・大御所・世子の親衛隊ではない大番が西の丸に置かれる事はない。ただし慶長初期、まだ書院番等が無い頃に家康・秀忠間で大番が分割され、家康には松平康安組・水野重央組・松平重勝組が、秀忠には渡部茂組・菅沼定吉組・水野義忠組が配属され、関ヶ原の戦いでもこの状態で各組が従軍した。
1つの組は番頭1名、組頭4名、番士50名、与力10名、同心20名で構成される。番頭は役高5,000石の菊間席で、しばしば大名が就任した（開幕初期はその傾向が特に強い）。組頭は役高600石の躑躅間席、番士は持ち高勤め（足高の制による補填がない）であるがだいたい200石高の馬上資格を持つ旗本が就任した。役高に規定される番士の軍役から計算した総兵力は400人強となり、2万石程度の大名の軍役に匹敵した（『岩淵夜話』によると5万石に比例するとしている）。
職務は、平時には江戸城および幕府要地の警護を担当し、戦時には旗本の先手備を担った。江戸城警備は当初、本丸御殿虎の間に詰めていたが、寛永20年（1643年）に新番創設による警備場所の玉突き移動により、大番は江戸城警備を外される。これにより番士の士気低下が生じたため番頭が警備任務への再配置を求め、これに応じて当時は空屋敷だった西ノ丸御殿の警備を命じられて以降、大御所・世子不在時の西ノ丸・二ノ丸御殿警備を担当する（特に二の丸の警備が多かった）。また廻り番として江戸市中の巡回警備も行った。一方、大番の警護する要地は二条城および大坂城があり、それぞれに2組が1年交代で在番する。江戸時代初期にはこのほかに伏見城と駿府城の警護に当たっていたが、伏見在番は伏見廃城により、駿府在番は書院番が務めることになり、それぞれ廃止された。
また、番士全体のなかから出役として、数名が御蔵奉行を、1名が書替奉行（切米手形改）を務めた。
大番は歴史が古いが、「両番」と称せられる小姓組、書院番に比べ家格は一段低いとされ、番士たちの出世の途は限られていた。ただし番士は部屋住や浪人等が一代限りで登用（この場合は蔵米取り）された場合もあり、比較的下級の武士も任じられた。

## 諸藩の大番、大組
仙台藩においては大番頭に統括された大番組が存在した（詳細は仙台藩の役職参照）。また薩摩藩では家格が整備されるまで、後年に御小姓与と新番の身分に分別された武士を大番と呼んでいたが、こちらは江戸幕府や先述の藩と違い中小姓の部隊であった。
諸藩では長州藩や柳河藩、越後長岡藩のように大組と呼ばれる騎馬隊組織が置かれる場合が見られる。越後長岡藩及び柳河藩の大組は家老が組頭を兼務し、組士は馬廻である。長州藩の場合は寄組から任命された大組頭が統括した。